# Notopala sublineata
Notopala sublineata é uma espécie de gastrópode  da família Viviparidae.
É endémica da Austrália.